# Рыжаков, Варлаам Степанович
Варлаам Степанович Рыжаков (Вадим Рыжаков — писательское имя) (25 октября 1929; РСФСР, Россия, Нижний-Новгород, деревня Красная Горка, Кстовский район — 26 ноября 2005) — советский и российский писатель. Член Союза писателей России (1964), Заслуженный работник культуры РФ (1998), лауреат премии Нижнего-Новгорода (1992). Автор более десятка книг, среди которых повести «О Гриньке, о Саньке и немного о девчонках», «Капка», «Первая гроза» и другие.

## Биография
Варлаам родился 25 октября 1929 года в деревне Красногорка Кстовского района Нижегородской области, в крестьянской семье.
В 1941-м году отец семейства ушел на фронт, и двенадцатилетний Вадим, только что закончивший Красногорскую начальную школу, был вынужден пойти работать, помогая матери и колхозу. В это же время он продолжает учиться в Чернухинской сельской школе, а после ее окончания едет в Горький, где начинает работать на автозаводе. Проработав год, кстовчанин поступает учиться в авиационный техникум.
В 1946 году поступил учиться в горьковский авиационный техникум, после перешёл на вечернее отделение в Сормовский машиностроительный техникум. Много профессий освоил Вадим Степанович на Горьковском авиационном заводе. С 1958 года работал старшим инженером.
Ушел из жизни 26 ноября 2005.

## Творчество
Литературным творчеством начал заниматься с пятнадцати лет: писал стихи. Работал, а по вечерам ходил в литературный кружок при заводской газете «Рабочая жизнь», там же и начал печататься. В 1954 году издан сборник первых рассказов «На рыбалке» Горьковским книжным издательством. А в следующем году там же вышел сборник сказок «Сказка о маленьком пескаре и о зубастой щуке». В 1960 году в г. Горьком издаётся первая повесть В.Рыжакова «Скупые годы» о деревенских ребятах в годы войны, об их жизни, полной тревог и забот, тяжёлого труда и лишений. Одна за другой выходят его повести: «О Гриньке, о Саньке и немного о девчонках» (1969), «Капка» (1971), «Светлые сумерки» (1979), «Первая гроза» (1982), «Чистые зеркала» (1989). Все они о простых людях, трудящихся на родной земле, о подростках, вступающих в мир взрослых отношений.

## Книги
- «Скупые годы» (1960)
- «О Гриньке, о Саньке и немного о девчонках» (1969)
- «Капка» (1971)
- «Светлые сумерки» (1979)
- «Первая гроза» (1982)
- «Чистые зеркала» (1989)
- Рассказ «Жила-была корова»
- «Святая Евдокия»
- «Бытие Михаила Прасолова»
- «Цветная лужайка» (с рисунками детей)
- «Золотое перышко»
- «Подснежники»

## Звания и награды
- Член Союза писателей России (1964)
- Заслуженный работник культуры РФ (1998)
- Лауреат премии Нижнего-Новгорода (1992)

## Издательство
Сергей Чупринин. Новая Россия: М-Я. 2003. — Рипол Классик, 2003. — 936 с. — ISBN 978-5-9560-0157-8.
Писатели горьковчане: литературные портреты. — волго-vиатское книжное изд-во, 1976. — 208 с.
Книжная летопись: Основной выпуск. — Книга,, 1988. — 1020 с.
Vadim Ryzhakov. Первая гроза: повести. — Волго-Вятское книжное издательство, 1982. — 248 с.
Шестой Съезд писателей РСФСР: 11-14 декабря 1985 г.: стенографический отчет. — Современник, 1987. — 344 с.
Варлаам Рыжаков. О Гриньке, о Саньке и немного о девчонках. — Litres, 2022-05-26. — 116 с. — ISBN 978-5-04-443638-1.
Volga. — Privolzhskoe kn. izd-vo, 1984. — 734 с. (Биография)
Рыжаков В. С. Бытье Михаила Прасолова : повесть. — М.: Современник, 1990. — 251 с.
Рыжаков, В. С. Скупые годы / [худож. В. Хвостов, А. Смирнов]. — Горький: Волго-Вятское книжное издательство, 1971. — 142 с. : ил.
Рыжаков В. С. Чистые зеркала : повести : [для детей ст. и сред. шк. возраста] / [худож. А. Смирнов, В. Гальдяев, В. Хвостов]. — Горький: Волго-Вят. кн. изд-во, 1989. — 333 с.